# 알로몬
알로몬(ALLOMON, アロモン)은 디지털 몬스터에 나오는 아머체의 공룡형 디지몬이다.

## 소개
용기의 디지멘탈에 의해 아머진화한 형태. 알로사우루스의 모습을 하고 있다.